# Discografia di L'Aura
Questa pagina contiene la discografia di L'Aura, cantautrice italiana.

## Album
| Anno | Titolo | Posizione | Certificazioni                     |
| Anno | Titolo | Italia    | Certificazioni                     |
| ---- | --- | --------- | ---------------------------------- |
| 2005 | Okumuki - Pubblicazione: 22 aprile 2005 - Etichetta: Sony Music - Formati: CD, download digitale - Tipo album: Studio                      | 23        | Disco d'oro (vendite: 60.000+)     |
| 2007 | Demian - Pubblicazione: 8 giugno 2007 - Etichetta: Sony Music - Formati: CD, download digitale - Tipo album: Studio                        | 31        |                                    |
| 2008 | L'Aura - Pubblicazione: 29 febbraio 2008 - Etichetta: Sony Music - Formati: CD, download digitale - Tipo album: Raccolta                   | 38        | Disco d'argento (vendite: 20.000+) |
| 2017 | Il contrario dell'amore - Pubblicazione: 22 settembre 2017 - Etichetta: Time Records - Formati: CD, download digitale - Tipo album: Studio | 35        |                                    |

## EP
| Anno | Titolo                                                                                                  | Posizione |
| Anno | Titolo                                                                                                  | Italia    |
| ---- | --- | --------- |
| 2010 | Sei come me - Pubblicazione: 26 ottobre 2010 - Etichetta: Sony Music - Formati: CD, download digitale   | 50        |
| 2021 | Hygge volume 1 - Pubblicazione: 5 febbraio 2021 - Etichetta: Rezophonic Records - Formati: CD, digitale |           |

## Singoli
| Anno                                           | Titolo                        | Classifiche | Certificazioni | Album di provenienza    |
| Anno                                           | Titolo                        | ITA         | Certificazioni | Album di provenienza    |
| ---------------------------------------------- | ----------------------------- | ----------- | -------------- | ----------------------- |
| 2005                                           | Radio Star                    | 34          |                | Okumuki                 |
| 2005                                           | Today                         | 21          |                | Okumuki                 |
| 2005                                           | Una favola                    | 33          |                | Okumuki                 |
| 2006                                           | Irraggiungibile               | 17          |                | Okumuki                 |
| 2006                                           | Domani                        | —           |                | Okumuki                 |
| 2007                                           | Non è una favola              | 21          |                | Demian                  |
| 2007                                           | È per te (feat. Max Zanotti)  | —           |                | Demian                  |
| 2008                                           | Basta!                        | 17          |                | L'Aura                  |
| 2008                                           | Cos'è                         | —           |                | L'Aura                  |
| 2008                                           | Nell'aria                     | —           |                | L'Aura                  |
| 2010                                           | Come spieghi                  | —           |                | Sei come me             |
| 2011                                           | Gira l'estate                 | 87          |                | Sei come me             |
| 2011                                           | Eclissi del cuore (feat. Nek) | 5           | - ITA: Platino | Sei come me             |
| 2017                                           | I'm an Alcoholic              | —           |                | Il contrario dell'amore |
| 2017                                           | La meccanica del cuore        | —           |                | Il contrario dell'amore |
| 2017                                           | Unfair                        | —           |                | Il contrario dell'amore |
| 2024                                           | Girls Just Want to Have Fun   | —           |                | /                       |
| 2024                                           | Pastiglie                     | —           |                | /                       |
| "—" indica una pubblicazione non classificata. |                               |             |                |                         |

## Videografia

### Video musicali
| Anno | Titolo                         | Regista/i                           |
| ---- | ------------------------------ | ----------------------------------- |
| 2005 | Radio Star                     | Maki Gherzi                         |
| 2005 | Today                          | Maki Gherzi                         |
| 2005 | Una favola                     | Maki Gherzi                         |
| 2006 | Irraggiungibile                | Laura Chiossone, Marco Salom        |
| 2006 | Domani                         | Laura Chiossone, Marco Salom        |
| 2007 | Non è una favola               | Maki Gherzi                         |
| 2007 | È per te (feat. Max Zanotti)   | Romana Meggiolaro                   |
| 2008 | Basta!                         | Marco Salom                         |
| 2008 | Nell'aria                      | Marco Salom                         |
| 2009 | L'attimo in cui                | Juan Gambino                        |
| 2010 | Come spieghi                   | Marco Salom, Roberto "Saku" Cinardi |
| 2012 | Quello che le donne non dicono | Marco Salom                         |
| 2016 | Be My Baby                     | Simone Bertolotti                   |
| 2017 | I'm An Alcoholic               | Jamie Robert Othieno                |
| 2017 | La meccanica del cuore         | Michele Piazza                      |
| 2017 | Unfair                         | Michele Piazza                      |
| 2024 | Pastiglie                      | Jamie Robert Othieno                |

#### Partecipazioni in video di altri artisti
| Anno | Titolo                         | Artista                        | Regista/i    |
| ---- | ------------------------------ | ------------------------------ | ------------ |
| 2008 | Vuoi vedere che ti amo         | Gianluca Grignani feat. L'Aura | Cosimo Alemà |
| 2012 | Quello che le donne non dicono | Enrico Ruggeri feat. L'Aura    | Marco Salom  |